# Lapdance
«Lapdance» es el sencillo debut del grupo de hip hop y rock alternativo N.E.R.D junto a los raperos Vita y Lee Harvey. Se lanzó el 21 de mayo de 2001 y fue incluido en el álbum de estudio In Search of... como el primer sencillo del mismo. Fue clasificado como el número 93 de la lista «100 Greatest Songs of Hip Hop» de VH1.
El video musical fue dirigido por la directora Diane Martel.
Un remix de Trent Reznor de la canción aparece en el álbum recopilatorio Spin This!. Aunque está censurado, una versión sin censura está disponible en un único disco promocional. Un remix de Paul Oakenfold aparece en la banda sonora de la película Swordfish.

## Lista de canciones
| Sencillo CD |                                   |          |  |
| N.º         | Título                            | Duración |  |
| 1.          | «Lapdance» (ft. Lee Harvey, Vita) | 3:33     |  |
| 2.          | «Li'l Suzy» (Natasha Hamilton)    | 4:26     |  |
| 3.          | «What's Wrong With Me»            | 5:05     |  |

## Posicionamiento en listas
| Lista (2001-02)                        | Mejor posición |
| -------------------------------------- | -------------- |
| Escocia (Scottish Singles Sales Chart) | 43             |
| Estados Unidos (Hot R&B/Hip-Hop Songs) | 85             |
| Estados Unidos (Hot Rap Songs)         | 29             |
| Países Bajos (Mega Single Top 100)     | 56             |
| Reino Unido (UK Singles Chart)         | 33             |
| Suecia (Sverigetopplistan)             | 47             |